# St. Maria (Philippsburg)

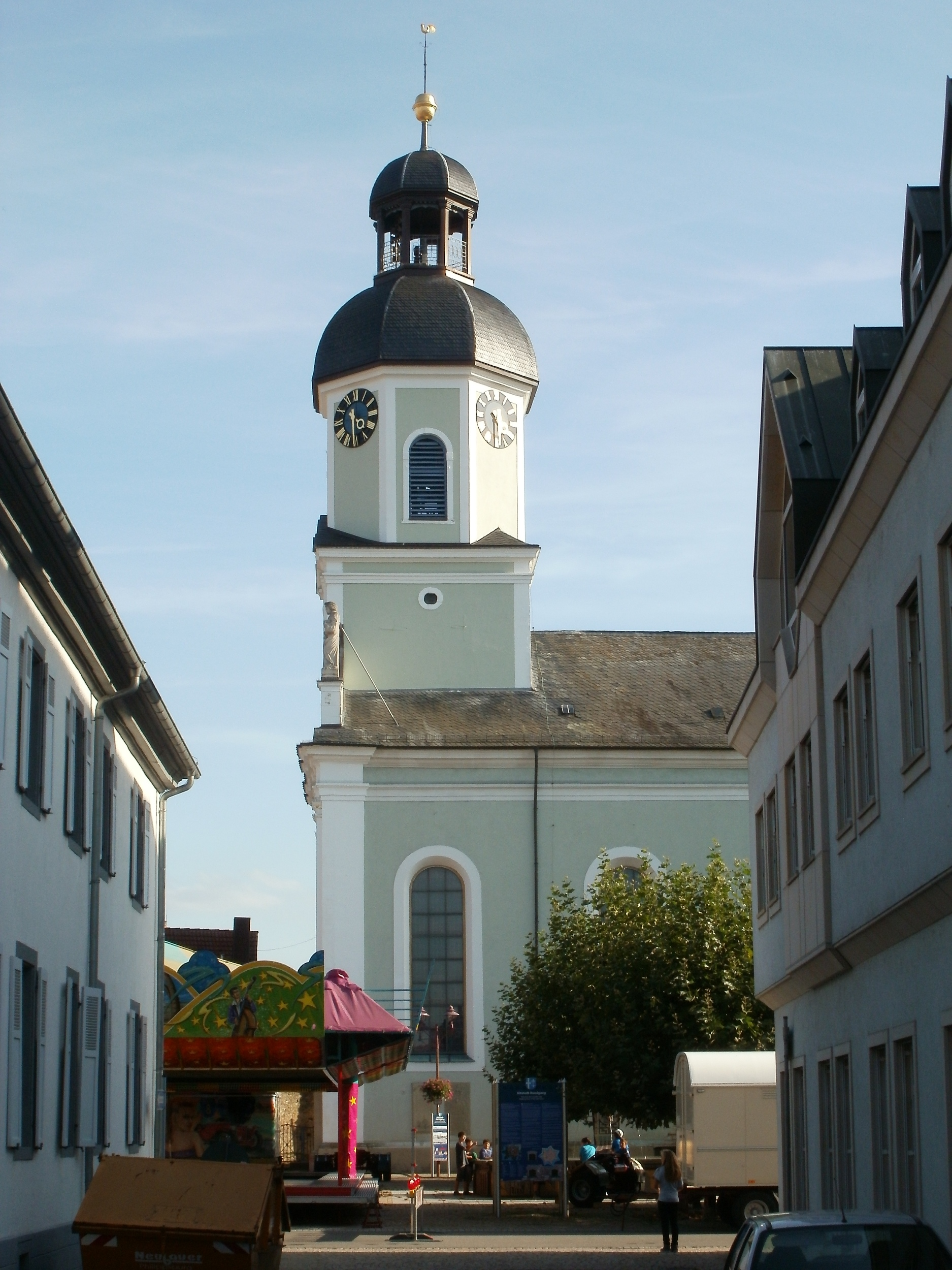
St. Maria in Philippsburg

Die römisch-katholische Pfarrkirche St. Maria steht in Philippsburg, einer Stadt im Landkreis Karlsruhe in Baden-Württemberg. Das Bauwerk ist beim Landesamt für Denkmalpflege Baden-Württemberg als Baudenkmal eingetragen. Die Kirchengemeinde gehört zum Dekanat Bruchsal im Erzbistum Freiburg.

## Beschreibung

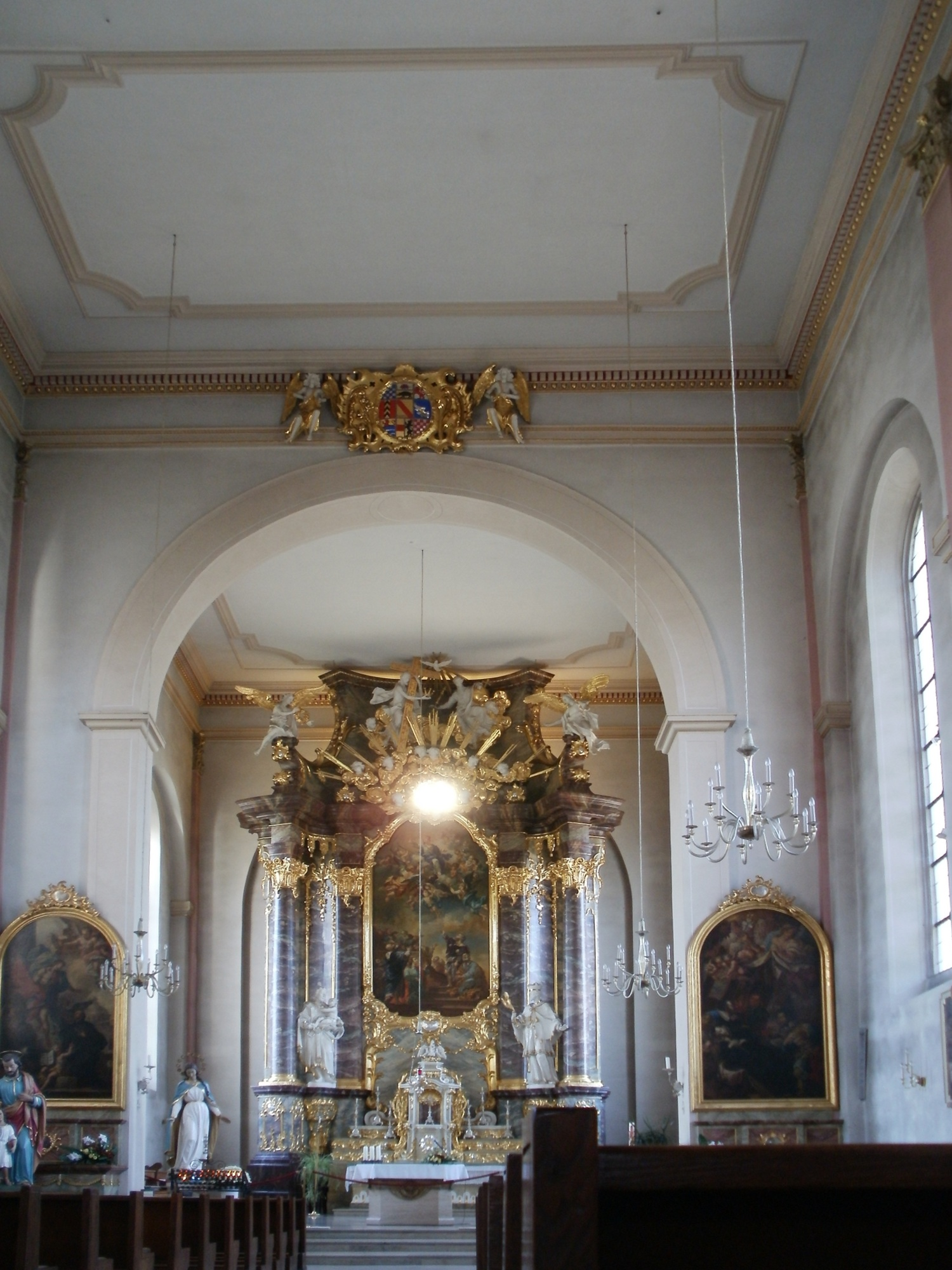
Blick zum Chor

Die Saalkirche wurde 1710/11 nach einem Entwurf eines Baumeisters aus Speyer erbaut. Sie brannte 1799 bis auf den Kirchturm und die Außenmauern nieder, wurde aber 1808 wieder aufgebaut. Sie besteht aus einem Langhaus, einem eingezogenen Chor im Südwesten und einem Kirchturm im Nordosten, der in die mit Pilastern gegliederte Fassade integriert ist. Das achteckige, von einer Glockenhaube mit bekrönender Laterne bedeckte Obergeschoss des Turms zeigt an allen vier Diagonalseiten die Zifferblätter der Turmuhr und enthält den Glockenstuhl mit vier Kirchenglocken. In der Mitte der Fassade befindet sich das Portal, über dem das Wappen von Franz Christoph von Hutten zum Stolzenberg dargestellt ist.
Der mit einer Flachdecke überspannte Innenraum des Langhauses ist durch Pilaster in vier Achsen gegliedert. Zur Kirchenausstattung gehört seit 1810 ein Hochaltar, der 1750 für eine Jesuitenkirche gefertigt wurde.